# Ian McMillan (futebolista)
John Livingstone "Ian" McMillan (Airdie, 18 de março de 1931 — 16 de fevereiro de 2024) foi um futebolista escocês que atuava como atacante.

## Carreira
Ian McMillan fez parte do elenco da Seleção Escocesa de Futebol, na Copa do Mundo de 1954.[carece de fontes?]